# Paus Evaristus
Evaristus (ook wel Aristus; Bethlehem, 44  - Rome, ca. 107) was de vijfde paus van de Katholieke Kerk. Hij was paus van 99-107. Evaristus betekent de welgevallige. Er is maar weinig over hem bekend. Volgens het Liber Pontificalis was hij van Griekse afkomst, maar hij had een joodse vader uit Bethlehem. Hij werd tot paus gekozen tijdens het bewind van de Romeinse keizer Domitianus.
Evaristus is de grondlegger van het College van Kardinalen, het college dat later verantwoordelijk zou worden voor de pauselijke verkiezingen. Hoewel ongegrond, wordt hij als martelaar vereerd. Evaristus is tevens een heilige. Zijn heiligendag is 26 oktober.
Cursief: tegenpaus